# 小耳犬
小耳犬（学名：Atelocynus microtis）是犬科犬亚科的一种，为小耳犬属（Atelocynus）唯一的一种，分布于南美洲的委内瑞拉、哥伦比亚、厄瓜多尔、玻利维亚及巴西等国。